# Районы Константинополя

Карта Константинополя в византийский период с указанием районов.

Районы Константинополя — совокупность административно-территориальных единиц, на которые подразделялся Константинополь, будучи столицей Византийской империи. Согласно легенде, деление на 14 районов было установлено ещё Константином Великим (306—337), сделавшим этот город столицей своей империи. Перечень этих районов (лат. regiones, др.-греч. ρέγεώνες, κλίματα) известен из документа Notitia Urbis Constantinopolitanae периода императора Феодосия II (402—450), аналогичного соответствующим спискам для Рима, описывающим его деление на 14 округов. В отличие от римского перечня округов, в константинопольском приводятся только порядковые номера без указания названия, под которым данный округ известен в народе. Исключение сделано только для 13-го района Сики.
Глава района занимал должность куратора (лат. curator) или регионарха (др.-греч. ρέγιωνάρχης) и подчинялся префекту города. В своём подчинении куратор имел помощника vernaculus или internuntius, через которого совершал обращения к гражданам. Так же в его подчинении было пять vicomagistri, которые имели в своём подчинении отдельные vici. C другой стороны, поскольку они отвечали за ночную охрану своих участков, они, возможно, подчинялись главе городских стражников друнгарию виглы. В каждом районе имелись многочисленные collegiati, из которых формировались части охраны правопорядка.
Как в Риме, где округа делились на две большие группы — внутри городских стен и extra muros, в Константинополе округа были объединены по признаку отношения к стенам Септимия Севера. Вероятно, внутри стен были первые пять районов. Следующие 5 занимали центр города. Границы районов известны приблизительно и устанавливаются на основании сопоставления сведений различных эпох, в том числе путешественников, посетивших город уже после захвата Константинополя турками — ценные сведения о топографии византийской столицы приводит французский путешественник Пьер Жиль, живший в Константинополе в 1540-х годах.